# Книгин, Игорь Станиславович
И́горь Станисла́вович Книгин — сотрудник Министерства внутренних дел Российской Федерации, прапорщик милиции, погиб при исполнении служебных обязанностей во время Второй чеченской войны, кавалер ордена Мужества.

## Биография
Игорь Станиславович Книгин родился 4 декабря 1965 года в посёлке Земетчино Пензенской области. После окончания средней школы учился в Мокшанском совхозе-техникуме. Завершил обучение в 1984 году. В дальнейшем поступил на службу в органы Министерства внутренних дел. Служил милиционером-водителем в моторизованном взводе Отряда милиции особого назначения при Управлении внутренних дел Пензенской области.
С 2000 года Книгин неоднократно командировался в Чеченскую Республику, в зону контртеррористической операции на Северном Кавказе. В очередную такую командировку он был направлен в начале мая 2002 года. Будучи прикомандированным к временному районному отделу внутренних дел, он участвовал в восстановлении конституционного порядка в автономии.
12 мая 2002 года автомашина «Урал», где находились прапорщик милиции Книги и ещё три милиционера, двигалась по дороге между Ханкалой и республиканской столицей — городом Грозным. Приблизительно в 15:40 произошёл взрыв фугасного заряда. В результате полученных ранений Книгин скончался на месте. По воспоминаниям командира Пензенского ОМОНа, милиционер, когда раздался взрыв, успел перед смертью вывести автомобиль из-под обстрела боевиков, чем спас жизни своих товарищей, но сам умер от ран.
Похоронен на Новозападном кладбище города Пензы.
Указом Президента Российской Федерации прапорщик милиции Игорь Станиславович Книгин посмертно был удостоен ордена Мужества.

## Память
- В честь Книгина названа улица в городе Пензе.
- Навечно зачислен в списки личного состава ОМОН при УВД Пензенской области.